# آرتور جونز (بازیکن فوتبال، زاده ۱۸۷۸)
آرتور جونز (انگلیسی: Arthur Jones؛ 1878 – ۱۹۳۹ (۶۰−۶۱ سال)) بازیکن فوتبال اهل بریتانیا بود.
از باشگاه‌هایی که در آن بازی کرده‌است می‌توان به باشگاه فوتبال دونکستر راورز و باشگاه فوتبال تاتنهام هاتسپر اشاره کرد.